# Alticini

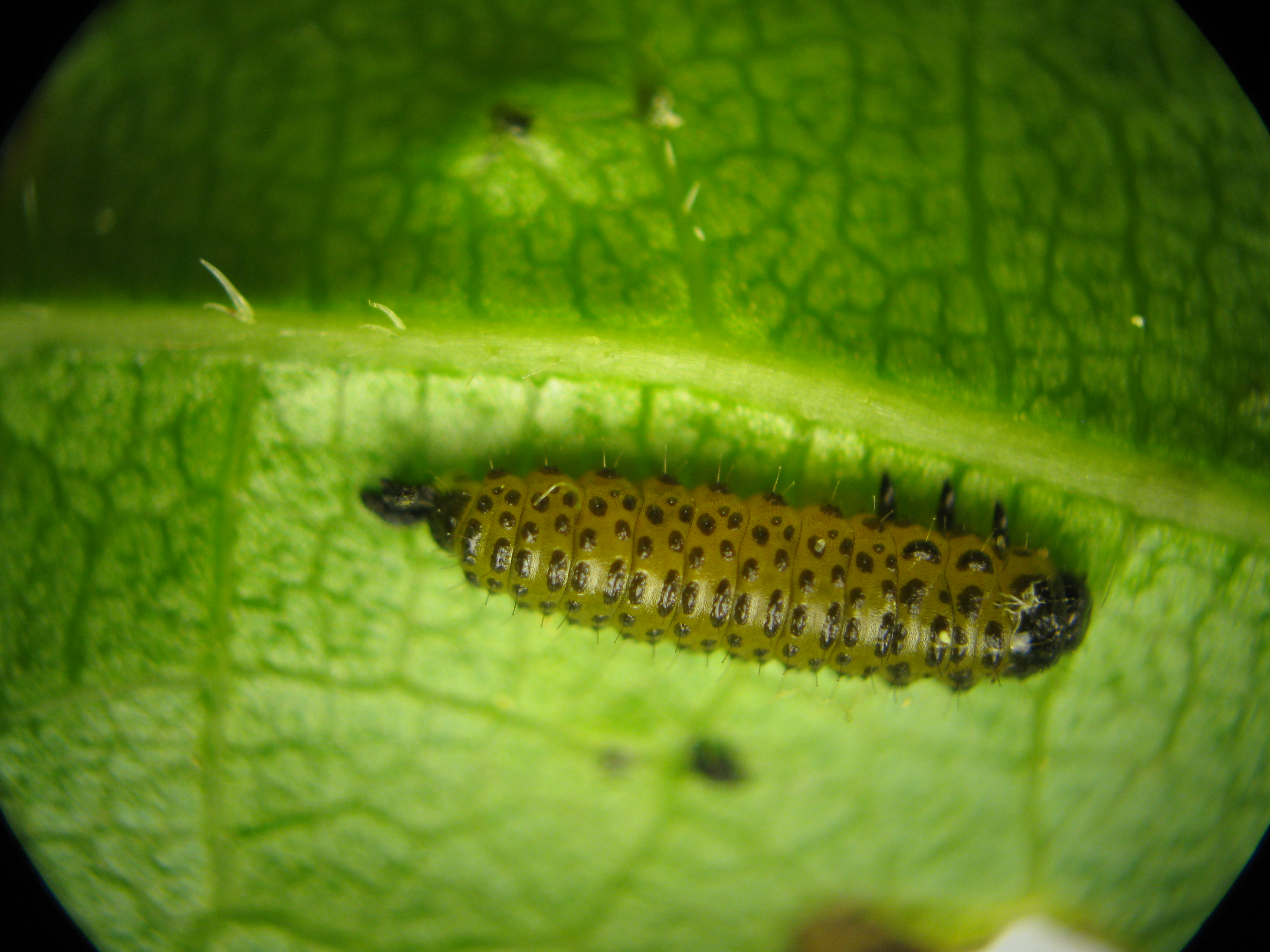
Altica sp. larva

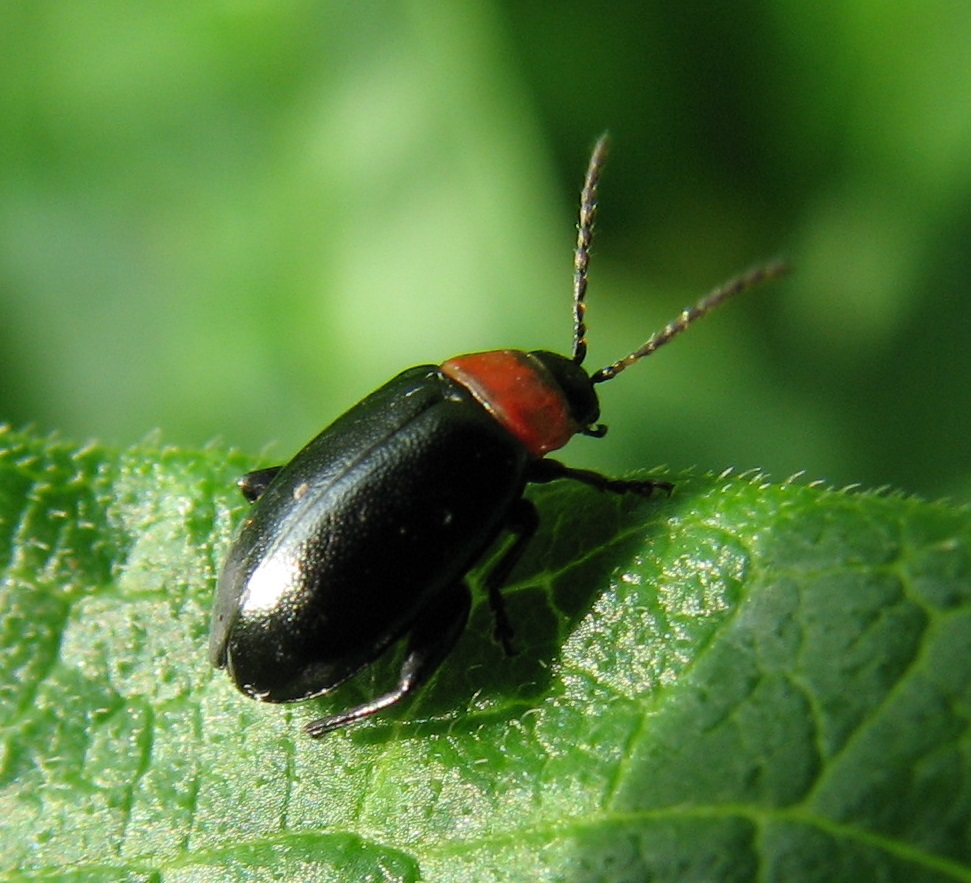
Disonycha xanthomelas

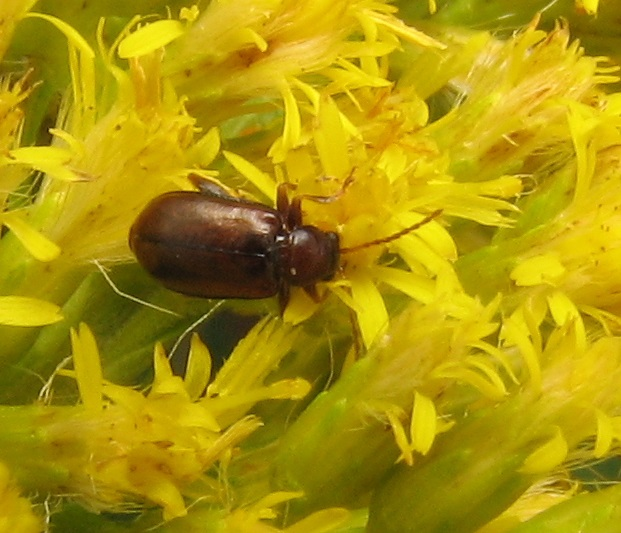
Luperaltica nigripalpis

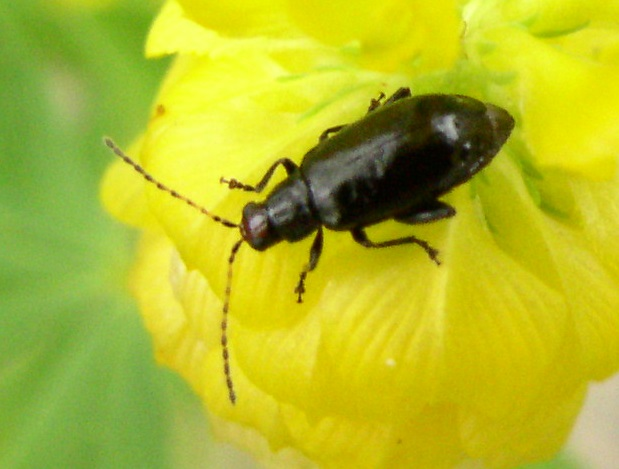
Systena hudsonias

Los alticinos (Alticini) son una tribu de coleópteros de la familia de los crisomélidos. 

## Descripción y ecología
Los adultos son crisomélidos muy pequeños o de tamaño mediano. Son similares a otros escarabajos que habitan en las hojas, pero habitualmente tienen las patas traseras enormemente alargadas, cosa que les permite los súbitos saltos que hacen cuando se los perturba. Los alticinos también pueden moverse con normalidad y volar. Algunos tiene colores atractivos: oscuros, brillantes y a menudo predominan colores metálicos.
Los alticinos se alimentan en el exterior de las plantas, comiendo la superficie de las hojas, tallos y pétalos. Si la infestación de la planta es grande, los pequeños agujeros redondos que hacen al alimentarse pueden unirse en grandes zonas dañadas. Algunas larvas de alticino (por ejemplo, las especies del género Phyllotreta) se alimentan de las raíces.
En condiciones climáticas adversas (como por ejemplo, la lluvia) algunos alticinos buscan refugio en el suelo. Algunas especies, como Phyllotreta cruciferae y Phyllotreta striolata, prefieren abandonar sus escondites sólo en tiempo seco y cálido. El nombre alemán "Erdflöhe" (literalmente "pulgas  de tierra") hace referencia a su capacidad para saltar y a la costumbre de esconderse en el suelo.

## Relaciones con los humanos
Los alticinos pueden ser beneficiosos o representar una plaga, dependiendo de la especie. Muchos de los principales cultivos agrícolas son atacados por los alticinos, incluyendo varias brasicáceas como la mostaza y la colza (principalmente la mostaza en el noroeste de América del Norte. Numerosas plantas de jardín son objeto de mira de los alticinos para alimentarse, tales como las flores Gardenia y Rothmannia son atacadas por especies del género Altica.
Otras especies de alticinos son beneficiosas, pues se alimentan de malezas y plantas molestas. En ciertas zonas se han introducido algunas especies  para el control biológico contra las malezas. Un ejemplo importante es el control biológico de la euforbia (Euphorbia esula), una especie invasora proveniente de Europa. Cuenta con un látex tóxico y, en general, es evitada por los herbívoros. Los alticinos del género Aphthona han sido introducido a los Estados Unidos con éxito para el control de esta planta.

## Algunos géneros
| - Acallepitrix J.Bechyné, 1956 - Acrocyum Jacoby, 1885 - Afroaltica - Agasicles Jacoby, 1904 - Altica Geoffroy, 1762 - Anthobiodes - Aphthona - Apteropeda - Argopistes Motschulsky, 1860 - Argopus - Arrhenocoela - Asiorestia - Asphaera Duponchel & Chevrolat, 1842 - Batophila - Blepharida Chevrolat in Dejean, 1836 - Capraita J.Bechyné, 1957 - Cerataltica Crotch, 1873 - Chaetocnema Stephens, 1831 - Crepidodera Chevrolat in Dejean, 1836 - Derocrepis Weise, 1886 - Dibolia Latreille, 1829 - Disonycha Chevrolat in Dejean, 1836 - Distigmoptera Blake, 1943 - Dysphenges Horn, 1894 - Epitrix Foudras in Mulsant, 1859 - Glenidion H.Clark, 1860 - Glyptina J.L.LeConte, 1859 - Hemiglyptus Horn, 1889 - Hemiphrynus Horn, 1889 - Hermaeophaga - Heyrovskya - Hippuriphila Foudras in Mulsant, 1859 | - Hornaltica Barber, 1941 - Kashmirobia - Kuschelina J.Bechyné, 1951 - Lanka - Longitarsus Berthold, 1827 - Luperaltica Crotch, 1873 - Luprea Jacoby, 1885 - Lysathia J.Bechyné, 1957 - Lythraria - Mantura Stephens, 1831 - Margaridisa J.Bechyné, 1958 - Minota - Mniophila - Mniophilosoma - Monomacra Chevrolat in Dejean, 1836 - Neocrepidodera Heikertinger, 1911 - Nesaecrepida Blake, 1964 - Ochrosis - Oedionychus - Omophoita Chevrolat in Dejean, 1836 - Orestia - Orthaltica Crotch, 1873 - Pachyonychis H.Clark, 1860 - Pachyonychus F.E.Melsheimer, 1847 - Parchicola J.Bechyné and B.Springlová de Bechyné, 1975 - Phydanis Horn, 1889 - Phyllotreta Chevrolat in Dejean, 1836 - Podagrica - Pseudodibolia Jacoby, 1891 - Pseudolampis Horn, 1889 - Pseudorthygia Csiki in Heikertinger and Csiki, 1940 - Psylliodes Berthold, 1827 - Sphareoderma - Strabala Chevrolat in Dejean, 1836 - Syphrea Baly, 1876 - Systena Chevrolat in Dejean, 1836 - Trichaltica Harold, 1876 |

Lista completa de géneros